# Malacomys
Malacomys é um género de roedor da família Muridae.

## Espécies
- Malacomys cansdalei Ansell, 1958
- Malacomys edwardsi Rochebrune, 1885
- Malacomys longipes Milne-Edwards, 1877